# Crociato (araldica)
Crociato è un termine utilizzato in araldica per indicare una rotella, bandiera, scudetto divisato da una croce.

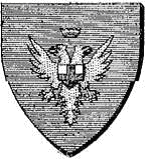
Scudetto crociato
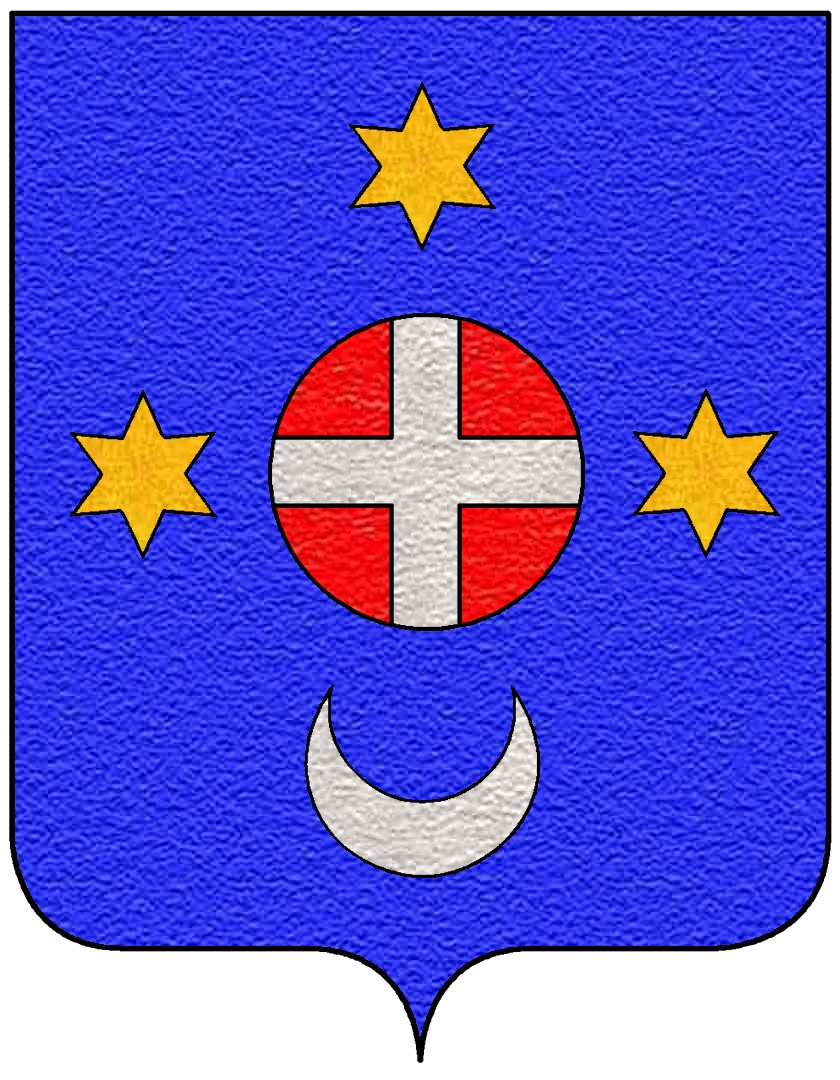
Rotella di rosso crociata di argento (stemma della famiglia Gabrieli)
Bandiera bifida d'argento, crociata di rosso (Comune di Diso)